# Marionnettes de Bonis
Marionnettes, op. 42, est une œuvre de la compositrice Mel Bonis, datant de 1899.

## Composition
Mel Bonis compose ses Marionnettes en 1899. L'œuvre, dédiée à « Mme Blanche Chapuis », est publiée la même année aux éditions Leduc. Elle est ensuite rééditée en 1993 par les éditions Lemoine, puis par Armiane en 2000, et enfin par Furore 2006.

## Analyse
Marionnettes est, sous un titre trompeur, un pastiche de style baroque. L'œuvre ressemble à une gavotte, malgré un tempo un peu rapide.
Les “Marionnettes” (Leduc 1899), tempo rapide, toucher détaché, véhiculent leurs plaisanteries avec une insatiable vitalité. De grave en aigus, elles sautillent à travers le clavier dont elles font l’instrument habile de leurs jeux.

## Discographie
- Femmes de légende, par Maria Stembolskaia (piano), Ligia Digital LIDI 0103214-10, 2010, (OCLC 718391726)

## Sources
- Étienne Jardin, Mel Bonis (1858-1937) : parcours d'une compositrice de la Belle Époque, 2020 (ISBN 978-2-330-13313-9 et 2-330-13313-8, OCLC 1153996478, lire en ligne)